# 醜陋的韓國人
《醜陋的韓國人》是由入籍日本的原中國朝鮮族作家金文學所寫的著作（中文版由宋义淑翻译）。作者以其特殊的中日韓三國的生活經歷（祖先是韓國人、出生於中國、長期居住於日本），來分析韓國人民族性的醜陋面，在書中指出了韓國（主要針對大韓民國）的許多缺點。本書在不理性哈韓跟反韓之外，提供了第三條認識韓國的思路。

## 內容
在韩国，不漂亮的女人就等于残疾人，所以韩国的整容业才会如此发达；即使无钱购买大型宽屏幕电视机和百科全书，韩国人也会在家里摆放上可以以假乱真的模型装装门面；在韩国人看来，深夜12点抱着酒瓶无所顾忌地敲朋友家的门，逼着朋友陪他一起喝酒，不仅不是一种失礼举动，反而体现了对被叫门者的深厚情谊……在书中除了这些戏谑和调侃之外，作者还用尖锐的笔触刻画了韩国的另一种面貌：“未长大的国家”、“不为人知的歧视大国”，以及韩国人的另一面：“唯我独尊”、“互相倾轧”等。

## 反應
《丑陋的韩国人》日文版和韩文版一经问世，便在日本和韩国引起了巨大反响。一些韩国媒体把金文学推崇为“知韩派”比较文化学者，也有不少韩国民众罵他是“亲日派”、“卖国贼”。